# Fuerte de San Carlos del Apa
O Fuerte de San Carlos del Apa localizava-se junto ao rio Apa, na atual cidade de San Carlos no Departamento de Concepción, no Paraguai.

## História
De acordo com determinação de Carlos IV de Espanha, o vice-rei do Vice-Reino do Rio da Prata, expediu instruções a 17 de outubro de 1791 para a fundação de um forte na fronteira do Paraguai com o sul do Mato Grosso. Para o seu cumprimento, o governador da então província do Paraguai, Joaquín Alós y Brú, ordenou o estabelecimento de dois fortes a norte: o "Fuerte Borbón" e o "Fuerte de San Carlos del Apa", visando conter o avanço português na região, que à época iniciava as obras do Forte Novo de Coimbra. Para esse fim, determinou ao comandante da então Villa Real de Concepción que dispusesse os víveres e demais petrechos para aparelhar as tropas que deriam enviadas para esse fim a partir de Asunción.
Estabelecido o "Fuerte Borbón", em agosto de 1794 o governador ordenou ao comandante de Concepción, Luis Bernardo Ramírez, que enviasse uma expedição para fundar um forte nos bancos do rio Apa. A expedição, de 70 homens ficou sob o comando de José Bolaños, que escolheu como local mais apropriado uma pequena elevação a poucos metros da margem do Apa, em território do atual estado brasileiro de Mato Grosso do Sul). Ali ergueu uma paliçada de estacas de madeira, com um quartel dividido em quatro compartimentos: dois de habitação com um oratório, um de cozinha e refeitório, e um de depósito.
Posteriormente, a 26 de maio de 1802 o governador Lázaro de Rivera ordenou ao Comandante de Villa Real de Concepción, José Espínola, o translado do forte para o banco sul do rio Apa, em território paraguaio, para melhor resguardá-lo dos ataques portugueses e dos indígenas Mbiás. As obras do novo forte iniciaram-se em 8 de janeiro de 1804, sendo concluídas em 18 de julho de 1806.
Mais tarde, em 1823 José Gaspar Rodríguez de Francia ordenou ao Comandante de Concepción a restauração do forte, utilizando-se como materiais de construção pedra, tijolo e telhas. Os trabalhos estavam concluídos no ano seguinte.
Em 1855 o presidente Carlos Antonio López ordenou a sua evacuação. À época, já existia uma rede de pequenos fortes na região, a saber:

- Fuerte de Dos Bocas
- Fuerte de Itaquí del Río Apa
- Fuerte del Río Apa
- Fuerte de Observación del Río Apa
- Fuerte Quien Vive del Río Apa e
- Nuevo Fuerte del Apa

Durante a Guerra da Tríplice Aliança travaram-se diversas batalhas na região. Em 1867, o coronel Urbieta derrotou as tropas brasileiras e recuperou o mando deste forte.
De acordo com informação do capitão de Fragata, Domingo Antonio Ortíz, em 1872:
(...) Fuerte de San Carlos está destruido en su parte débil, con instrumento de hierro, y la parte de sus murallas están intactas. Los cuarteles de adentro y el oratorio se hallan destruidos por medio del incendio que destruyó los techados.
O forte foi restaurado em 1980.